# Ю
Das Ю (Kleinbuchstabe ю) ist ein Buchstabe des kyrillischen Alphabets, im russischen Alphabet an der 32. Stelle. Der Buchstabe steht allgemein für den Laut /ju/, kann stellenweise allerdings auch /u/ ausgesprochen werden, was nach einem palatalisierten Konsonanten eintritt.
Neben dem Buchstaben Ю, der in frühen slawischen Texten in Erscheinung tritt, kann man auch den gespiegelten Buchstaben O-I entdecken. Vermutlich leitet sich die letzte Variante von den beiden griechischen Buchstaben Omikron und Iota ab.

## Zeichenkodierung
| Standard  | Standard    | Majuskel Ю                 | Minuskel ю               |
| --------- | ----------- | -------------------------- | ------------------------ |
| Unicode   | Codepoint   | U+042E                     | U+044E                   |
| Unicode   | Name        | CYRILLIC CAPITAL LETTER YU | CYRILLIC SMALL LETTER YU |
| UTF-8     | UTF-8       | D0 AE                      | D1 8E                    |
| XML/XHTML | dezimal     | &#1070;                    | &#1102;                  |
| XML/XHTML | hexadezimal | &#x042E;                   | &#x044E;                 |